# Julija Sorachowna Kantor

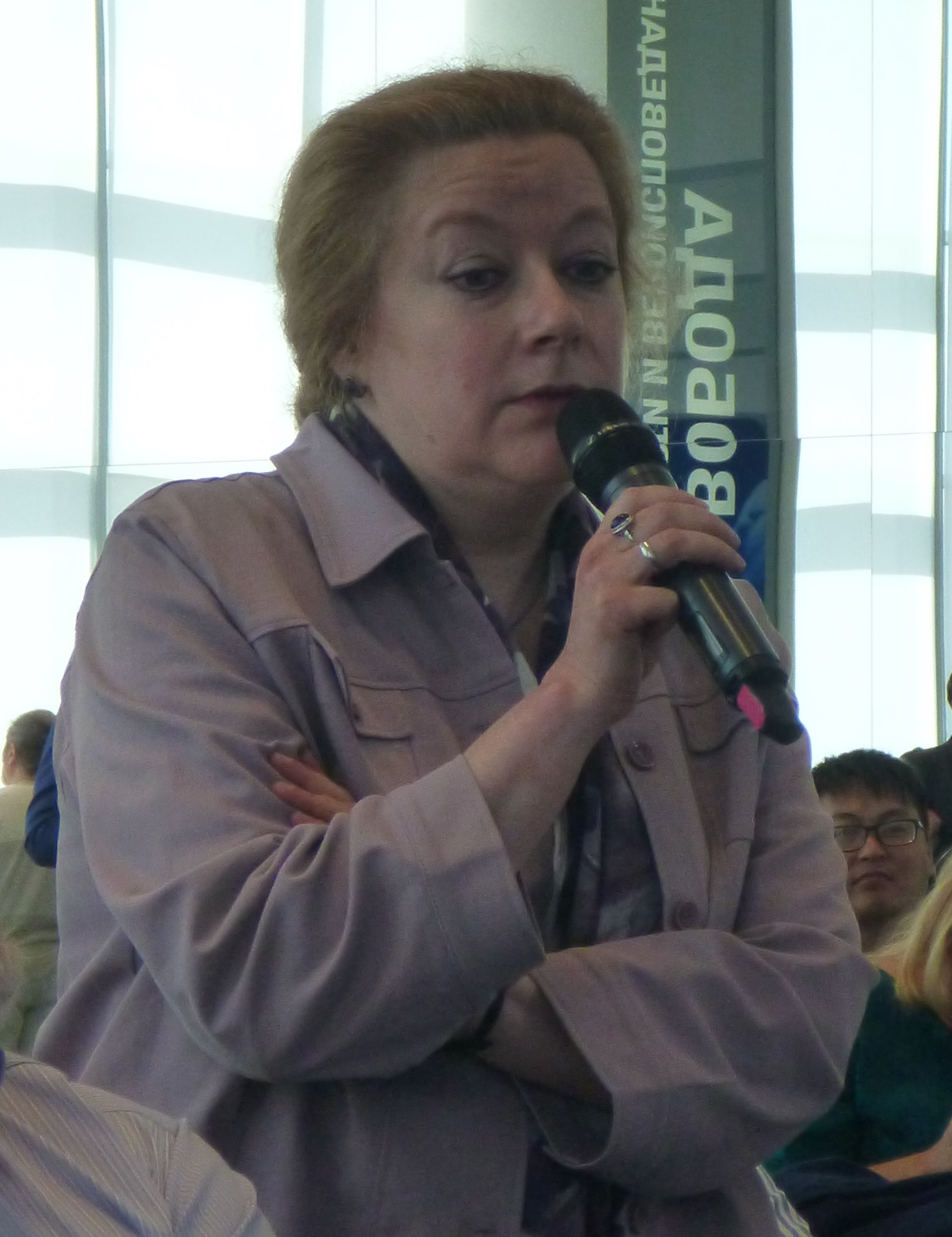
Julija Kantor, 2022

Julija Sorachowna Kantor (russisch Юлия Зораховна Кантор; * 2. August 1972 in Leningrad) ist eine sowjetisch-russische Historikerin und Publizistin.

## Leben
Kantor begann 1990 das Studium am Leningrader Staatlichen Pädagogischen Herzen-Institut (LGPI) (seit 1991 Russische Staatliche Pädagogische Herzen-Universität (RGPU)), das sie 1995 mit Auszeichnung abschloss. Sie war dort dann Aspirantin bei Sakmara Georgijewna Iljenko.
1991–1998 war Kantor Parlamentskorrespondentin der TASS, Redakteurin der Politik-Abteilung der Zeitung Newskoje Wremja und Sonderkorrespondentin der Nesawissimaja gaseta. 1998–2002 war sie Sonderkorrespondentin der Iswestija.  2001 verteidigte Kantor ihre Dissertation über die kommunikativen Aspekte dialogischer Interview-Texte in zeitgenössischen russischen Zeitungen für die Promotion zur Kandidatin der philologischen Wissenschaften.
2002 bis 2015 war Kantor Beraterin des Direktors und führende wissenschaftliche Mitarbeiterin der Eremitage. Ihr Arbeitsschwerpunkt war die Beutekunst im Zweiten Weltkrieg. Daneben lehrte sie 2002–2003 an der Universität St. Petersburg in der Fakultät für Journalistik. 2007 verteidigte sie im St. Petersburger Institut für Geschichte der Russischen Akademie der Wissenschaften (RAN) in dem vom Institut für Allgemeine Geschichte der RAN organisierten Verfahren ihre Doktor-Dissertation über die militärischen und politischen Beziehungen des sowjetischen Russlands zu Deutschland 1921–1939 für die Promotion zur Doktorin der historischen Wissenschaften, wobei ihre Opponenten Alexander Alexandrowitsch Fursenko, Oleg Witaljewitsch Budnizki und Sergei Nikolajewitsch Poltorak waren.
Seit 2009 ist Kantor Mitarbeiterin der RGPU. 2016–2019 war Kantor wissenschaftliche Leiterin des Gulag-Museums Perm-36. Sie ist wissenschaftliche Chefmitarbeiterin des Instituts für Allgemeine Geschichte der RAN. Sie ist Mitglied des Wissenschaftlichen Rats für Gesellschaftswissenschaft des St. Petersburger Wissenschaftszentrums der RAN und des Wissenschaftlichen Rats des Staatlichen Museums für die Geschichte Russlands. Sie ist Expertin für internationale Forschungsprojekte der Union der Museen Russlands und des Fonds für das Russische Kulturelle Erbe.